# Épaumesnil
Épaumesnil település Franciaországban, Somme megyében. Lakosainak száma 107 fő (2022. január 1.). Épaumesnil Heucourt-Croquoison, Avesnes-Chaussoy, Étréjust, Frettecuisse, Saint-Maulvis és Vergies községekkel határos.

## Népesség
A település népességének változása:
| Lakosok száma | 127  | 130  | 132  | 133  | 126  | 119  | 112  | 109  | 107  |
|               | 2013 | 2015 | 2016 | 2017 | 2018 | 2019 | 2020 | 2021 | 2022 |